# خانه هری
خانهٔ هری (به انگلیسی: Harry's House) سومین آلبوم استودیویی خواننده و ترانه‌سرای انگلیسی، هری استایلز است. این آلبوم در ۲۰ مهٔ ۲۰۲۲، توسط کلمبیا و ارسکین رکوردز منتشر شد. آلبوم شامل تک‌آهنگ‌های «جوری که بود» و «گفتگوی آخر شب» است و به‌طور گسترده‌ای مورد تحسین منتقدان واقع شد.